# Castelo de Leiria
O Castelo de Leiria localiza-se freguesia de Leiria, Pousos, Barreira e Cortes, na cidade e município de Leiria, no distrito de Leiria, em Portugal.
Edificado em posição dominante a norte sobre a povoação e o rio Lis, este belo e imponente castelo medieval, onde se contrastam as belezas do património edificado e as da paisagem natural, é um dos "ex-libris" da cidade, recebendo, anualmente, entre 50 e 70 mil turistas. No ano 2011 recebeu a visita de 54303 pessoas. Considerado o melhor exemplo de transformação residencial de um castelo no país, o monumento compreende outras atracções arquitectónicas, históricas e arqueológicas.
O Castelo de Leiria está classificado como Monumento Nacional desde 1910.

## História

### Antecedentes
Não existem informações seguras acerca da primitiva ocupação humana do sítio do castelo, embora a região de Leiria seja rica em testemunhos arqueologicos pré-históricos e romanos. Apenas se sabe que antes da construção do mesmo poderá ter existido uma ermida e uma alcáçova no local. No entanto é do conhecimento que à época da Reconquista cristã da Península Ibérica, a região constituía, no século XII, um ponto nevrálgico da defesa da fronteira sul do Condado Portucalense. Viria a tornar-se um próspero centro económico medieval, graças ao comércio de cereais e produtos alimentares (trigo, azeite, vinho, frutas), de madeiras (pinhal de Leiria), de minérios (ferro, carvão, sal-gema, calcário) e de produtos artesanais (lanifícios e tecelagens, couros, olarias, ferragens).

### O castelo medieval

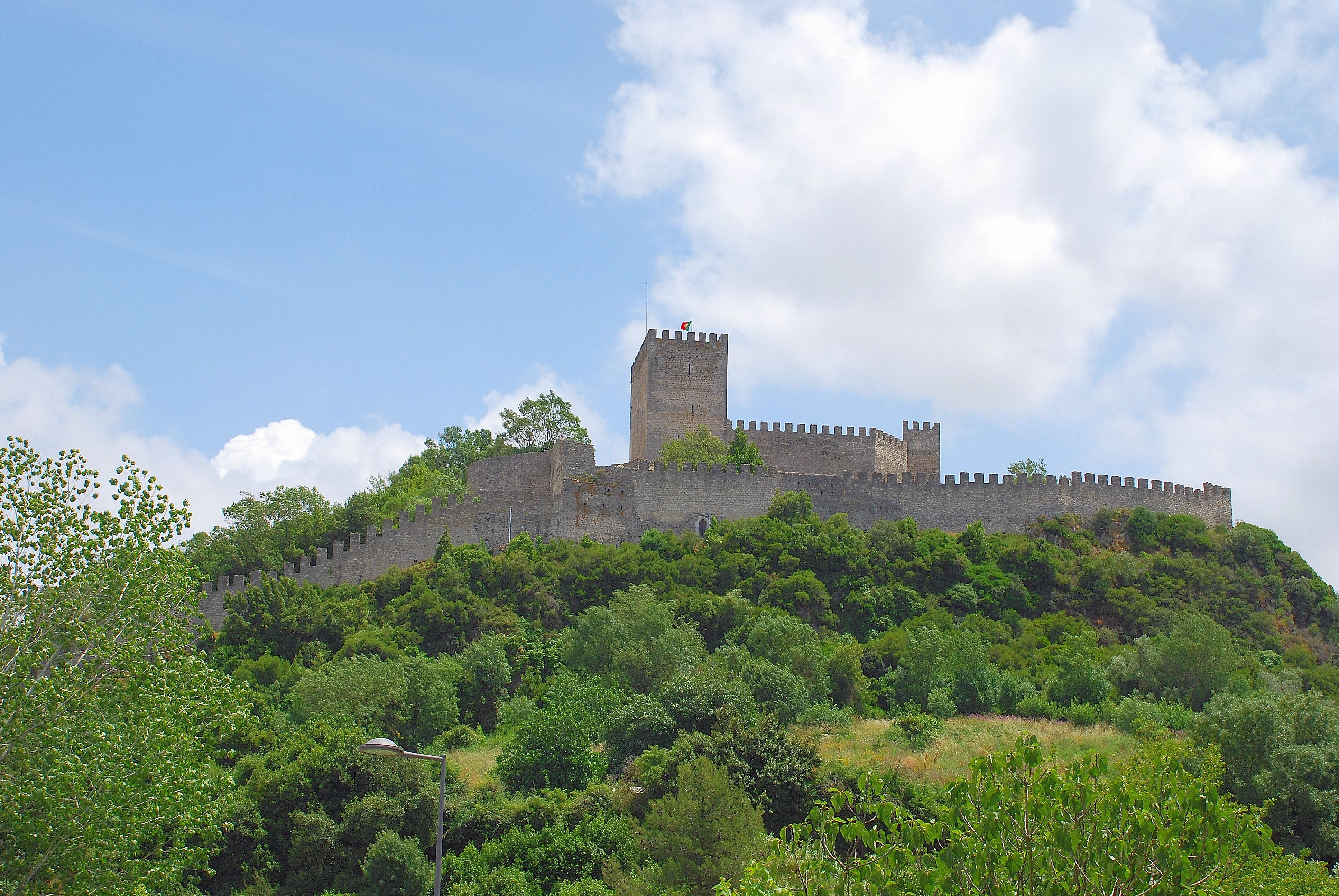
Castelo de Leiria, Portugal: Vista da cidadela de D. Dinis (sécs. XIII-XIV).

Ao consolidar o seu governo a partir de 1128, o jovem D. Afonso Henriques (1112-1185), planeou alargar os seus domínios, então limitados a norte pelo rio Minho a sudoeste pela serra da Estrela e a sul pelo rio Mondego. Para esse fim, a partir de 1130, invadiu por diversas vezes o território vizinho da Galiza a norte, ao mesmo tempo em que se mantinha atento à fronteira sul, constantemente atacada pelos muçulmanos.
Para defesa desta linde sul, estrategicamente fez erguer, de raiz, um novo castelo entre Coimbra e Santarém (1135), no alto de uma elevação rochosa, um pouco ao sul da confluência do rio Lis com o rio Lena, a cuja guarnição, sob o comando de D. Paio Guterres, foi confiada a defesa da nova fronteira que ali tentava firmar (cf. Brevis historia Gothorum). À povoação que também iniciava, e que passaria a designar o respectivo castelo, chamou de Leiria. Dois anos mais tarde, a povoação e o seu castelo foram assaltados pelo Califado Almóada, que se aproveitaram de uma investida das forças de D. Afonso Henriques à Galiza (1137). Após uma encarniçada resistência, Paio Guterres e seus homens foram forçados a abandonar as suas posições.
De volta ao reino, o monarca organizou uma contra-ofensiva para conter o avanço dos mouros, cujas forças combinadas derrotou na épica Batalha de Ourique (25 de Julho de 1139). Ao final desse mesmo ano, os muçulmanos, cientes de que o monarca Português havia encetado nova campanha contra o rei de Leão, na Galiza, atacaram e novamente conquistaram Leiria e seu castelo, cujos defensores, na ocasião, sofreram pesadas baixas, vindo seu alcaide, D. Paio Guterres a cair prisioneiro. De volta às mãos de D. Afonso Henriques (1142), o monarca outorgou Carta de Foral à povoação, determinando a reconstrução e reforço da estrutura do castelo, no qual fez erguer uma Capela sob invocação de Nossa Senhora da Pena (entre 1144 e 1147).
Depois de 2 vezes perdido e 2 vezes reconquistado, o castelo de Leiria pertenceria de forma permanente ao Condado Portucalense, ajudando na conquista de Santarém e Lisboa e, logo, na construção do país.
O seu sucessor, D. Sancho I (1185-1211), concedeu novo foral à vila (1195), determinando erguer-lhe uma cerca amuralhada. O desenvolvimento da vila era tão expressivo à época, que a fez sede das Cortes de 1254, convocadas por D. Afonso III (1248-1279).

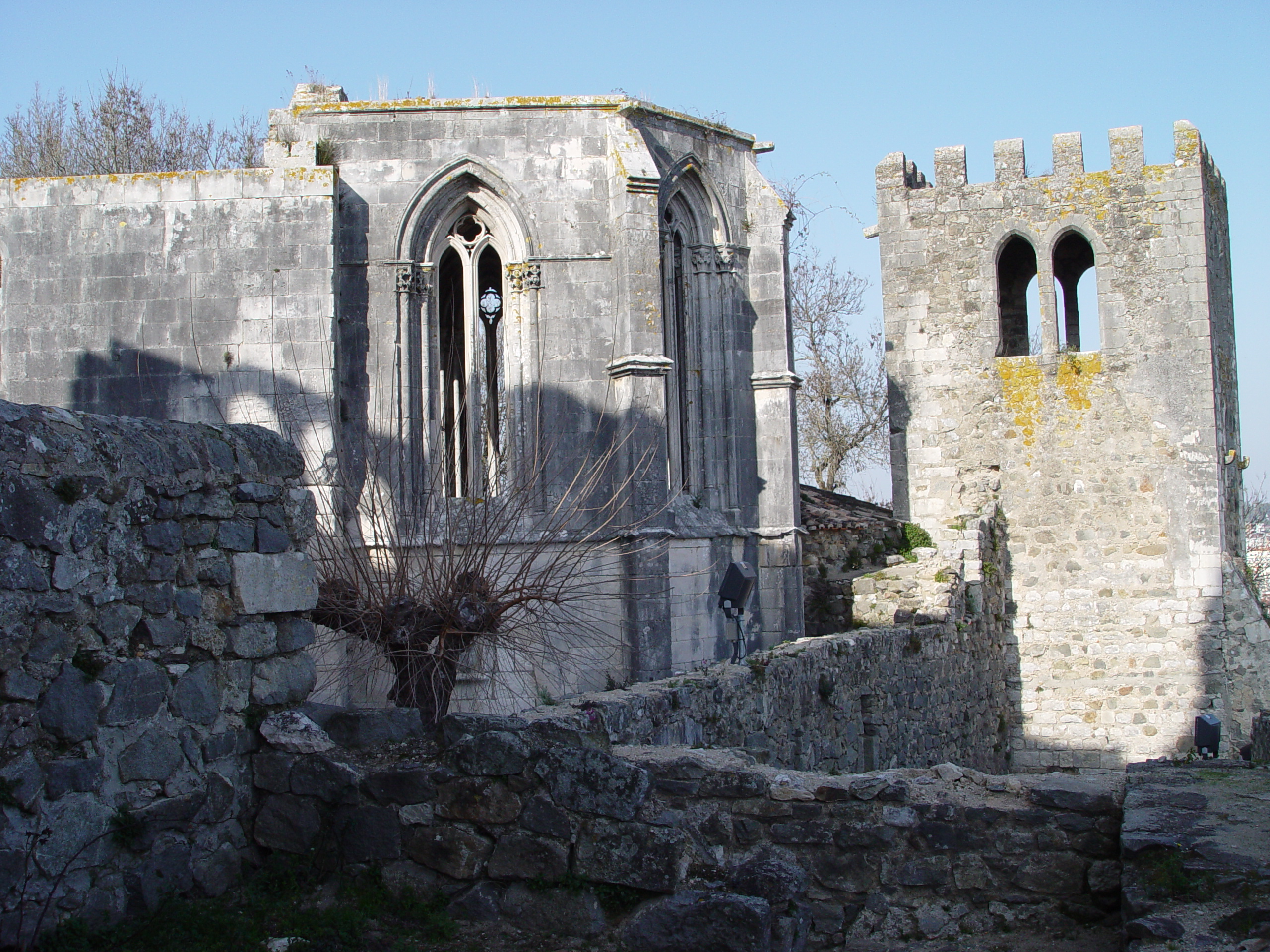
Castelo de Leiria: Portugal: ábside da Igreja de Santa Maria (esquerda) e Torre dos Sinos.

Outros monarcas dedicaram atenção a Leiria, destacando-se D. Dinis (1279-1325), que ali residiu por diversas ocasiões, vindo a doar, em Julho de 1300, à rainha Santa Isabel, a vila e o seu castelo, escolhidos para a criação de seu herdeiro, o príncipe D. Afonso (nesta altura os Paços localizavam-se no antigo seminário). É a D. Dinis que se atribui a adaptação do castelo à função de palácio, a reconstrução da capela de Nossa Senhora da Pena e o início da construção da poderosa Torre de Menagem (8 de Maio de 1324), poucos meses antes do seu falecimento. Esta torre foi concluída no reinado de seu sucessor, conforme inscrição epigráfica no seu exterior.
A vila desenvolveu-se de tal forma que foi lá que se deu as Cortes de 1254, convocadas por D. Afonso III, as primeiras cortes onde foram chamados representantes da nobreza, clero e povo. Desde então o local foi muita vez escolhido para a realização de Cortes, a base sobre a qual se construiria o que hoje é o Parlamento.
Sob o reinado de D. Fernando (1367-1383), quando aqui se reuniram as Cortes de 1372, a vila encontrava-se em expansão até às margens do rio Lis.
Sob D. João I (1385-1433), que aqui celebrou, em 1401, o casamento de seu filho D. Afonso (futuro conde de Barcelos e duque de Bragança), iniciaram-se os trabalhos de edificação dos chamados Paços da Rainha ou Paços Novos, nos quais se destacam os vãos góticos e o espaço de suas salas e câmaras.D. Manuel I (1495-1521) concedeu Foral Novo a Leiria (1510), alçada, em 1545, à condição de cidade por D. João III (1521-1557).

### Da Restauração da independência aos nossos dias

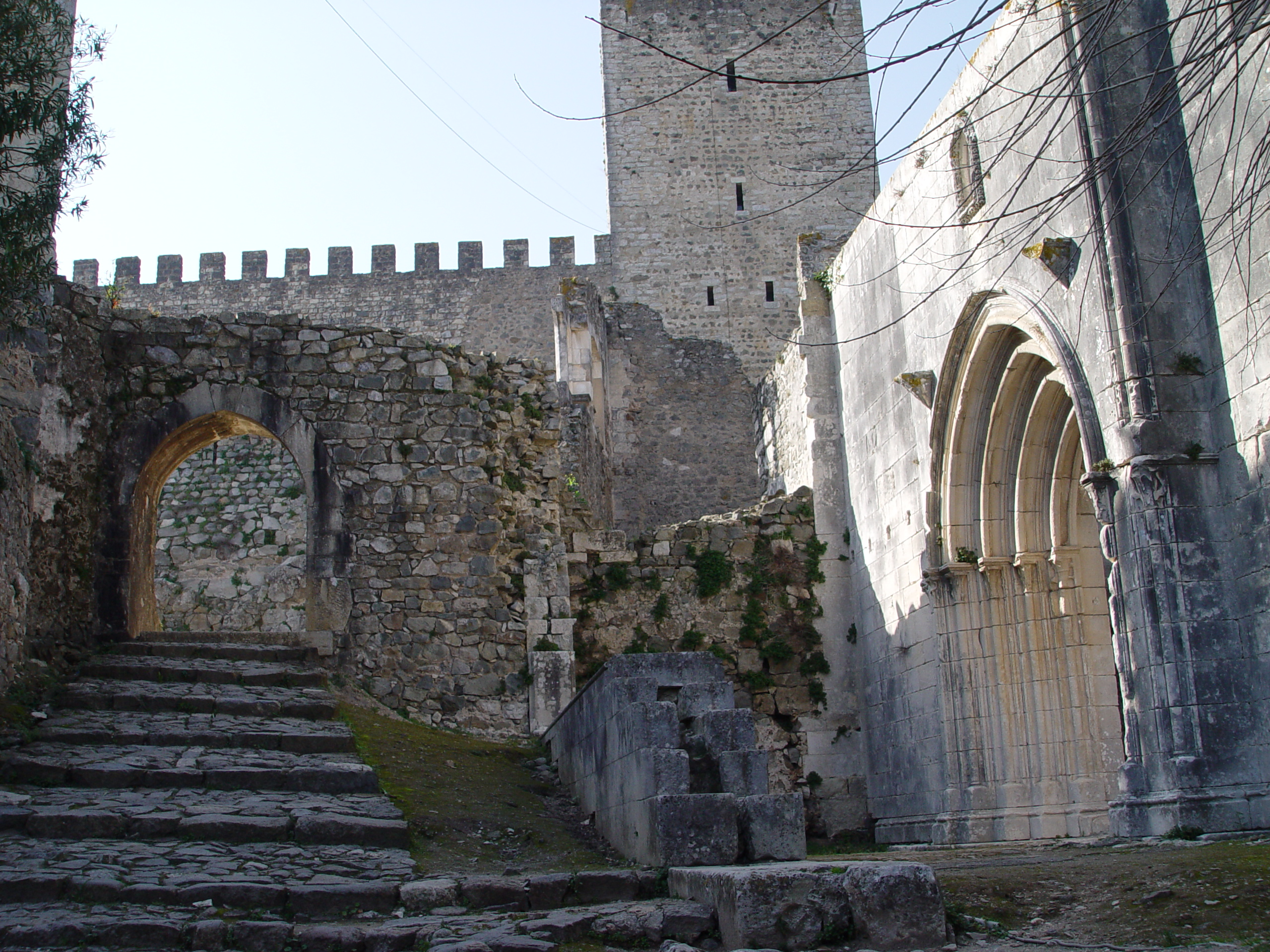
Castelo de Leiria, Portugal: entrada do recinto e portal da Igreja de Santa Maria (direita).

Ao raiar a Restauração da Independência (1640), o Castelo de Leiriafoi uma das primeiras fortificações a erguer o pendão de Portugal. Sem valor militar, entretanto, mergulharia progressivamente no abandono, vindo a se arruinar.
No contexto da Guerra Peninsular, no início do século XIX, as tropas francesas provocaram extensos danos à cidade e aos seus monumentos, nomeadamente a Sé e o castelo. O castelo, em ruínas, perdeu o seu valor militar e fora dotado ao abandono.
Já no final do século XIX, por iniciativa da Liga dos Amigos do Castelo, que pretendia fazer um estudo do castelo e iniciar a sua reconstrução. O arquitecto Ernesto Korrodi elaborou um projecto de restauro das ruínas do castelo (Zurique, 1898), que foram classificadas como Monumento Nacional por Decreto publicado em 23 de Junho de 1910.
Finalmente, em 1915, a Liga iniciou as obras de restauro pleiteadas, com fundos próprios e o auxílio do poder público, através da Direcção-Geral dos Edifícios e Monumentos Nacionais (DGEMN). Este órgão, entretanto, não aceitou o nome do arquitecto suíço para a direção das obras, paralisadas no ano seguinte. De 1916 a 1921 começa-se com a consolidação das ruínas, melhoramento dos acessos e reconstrução da torre de menagem e da muralha (esta que é concluída em 1937). Os trabalhos mais interventivos foram retomados, a partir de 1921, quando uma derrocada parcial nos muros lhes imprimiu caráter de urgência. Korrodi foi finalmente nomeado diretor das obras, à frente de uma comissão sujeita à DGEMN. O seu trabalho desenvolveu-se até 1934, quando ele sai do projecto. As obras, porém, prosseguiram na década de 1930, com base nos seus desenhos.  As campanhas de recuperação foram retomadas pela DGEMN em meados da década de 1950, prosseguindo nas duas décadas seguintes. Em 1955 a 69 a igreja da Pena é recuperada, e do projecto também faz parte a reconstrução dos Paços Novos. Novas campanhas se sucederam a partir de meados da década de 1980, prosseguindo pela década de 1990. 
Em 2020 e 2021, o castelo sofreu obras de requalificação de grande parte do espaço, que permitiram não só valorizar ainda mais a sua riqueza patrimonial e aumentar o seu potencial turístico, como torná-lo mais inclusivo e aberto a todos os cidadãos, através da construção de dois elevadores (no lado norte e no lado sul), que são de utilização gratuita.
O castelo encontra-se aberto à visitação pública, apresentando como destaque a torre, requalificada como espaço museológico, onde podem ser apreciados artefatos arqueológicos encontrados no local e armaria medieval.

## Características

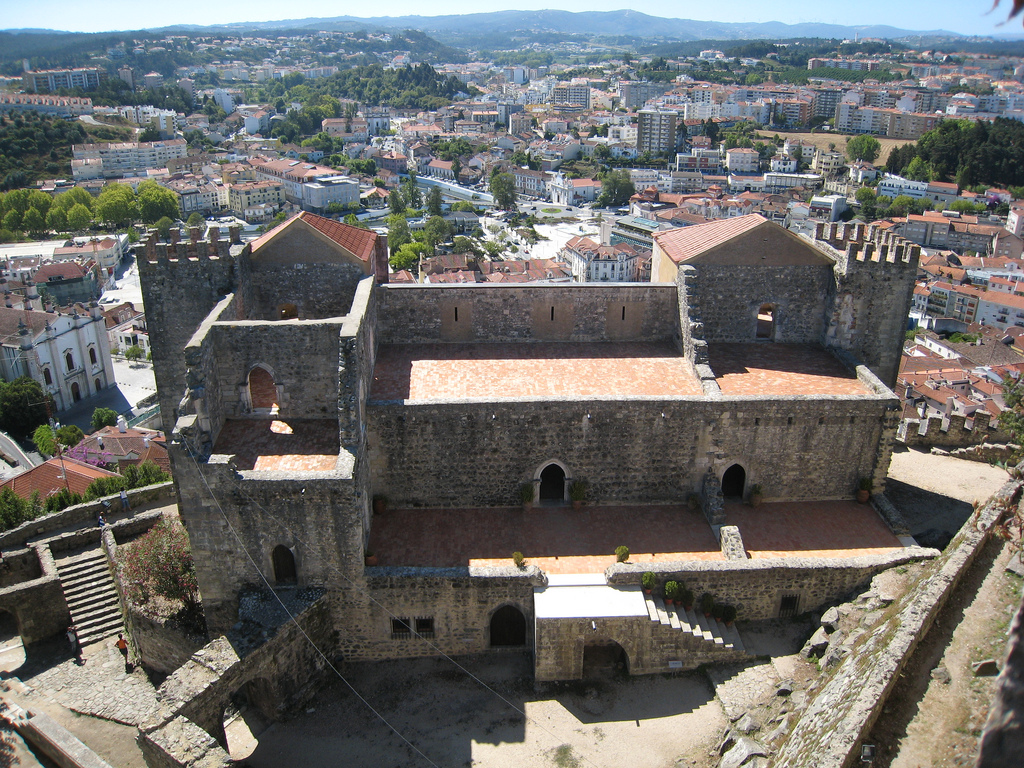
Castelo de Leiria, Portugal: ruínas do Paço de D. João I (século XV).

Os estudiosos atribuem a atual configuração do Castelo de Leiria à soma de quatro grandes períodos construtivos:
- o Românico do século XII;
- o Gótico dionisino, da primeira metade do século XIV;
- o Gótico joanino, de inícios do século XV, e
- as correntes restauradoras de finais do século XIX e primeira metade do século XX.

Algumas das intervenções promovidas por Korrodi foram posteriormente desfeitas, considerando-se que o seu projecto pecava por excesso de romantismo, sem respeitar o real perfil (original) do monumento. Prova disso serão as falsas ruínas que ainda existem no pátio interior e perto da porta da traição.
O castelo apresenta planta poligonal irregular, marcada pela solidez de seu sistema defensivo (muros e torres) no interior do qual se destacam o Paço Real, a Igreja de Santa Maria da Pena e a Torre de Menagem. Defendida externamente por uma barbacã, a cerca é reforçada por torreões de planta quadrangular, a intervalos regulares. Nesta cerca se rasgam duas portas: a Porta do Sol, a sul, onde hoje está a Torre da Sé, e a Porta dos Castelinhos, a norte, flanqueada por duas torres. Ultrapassando-se a Porta do Sol ingressa-se em um largo onde se encontram algumas edificações, o antigo Paço Episcopal (hoje sede da PSP) e a Capela de São Pedro. Subindo por uma rampa, ao longo da cerca da vila, acede-se à entrada do castelo, pela Porta da Albacara, em arco de volta redonda sob uma torre rematada por merlões chanfrados e rasgada por frestões, que funcionou como torre sineira da vizinha Igreja de Nossa Senhora da Pena.
As muralhas do castelo são rematadas por merlões quadrangulares, estando reforçadas no seu trecho mais vulnerável (onde o declive do terreno não é tão acentuado) por uma barbacã, seguida por uma cerca avançada, a norte e a leste. Pelo lado oeste, rasga-se a chamada Porta da Traição, em arco quebrado. O reduto interno, envolvido por cinta de muralhas, encontra-se disposto numa plataforma mais elevada a noroeste, e é dominado pela Torre de Menagem.

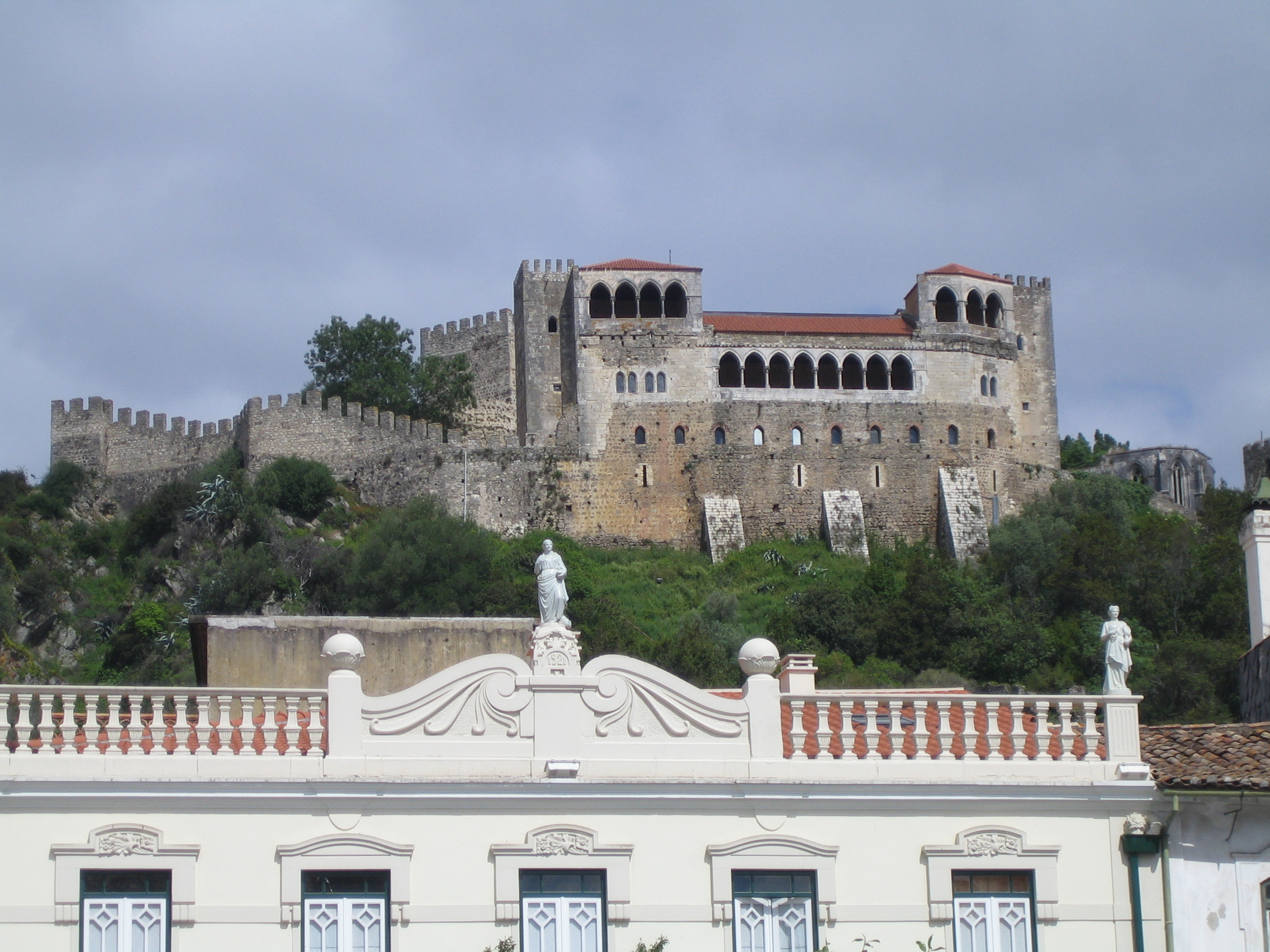
Castelo de Leiria, Portugal: Paço de D. João I visto da cidade.

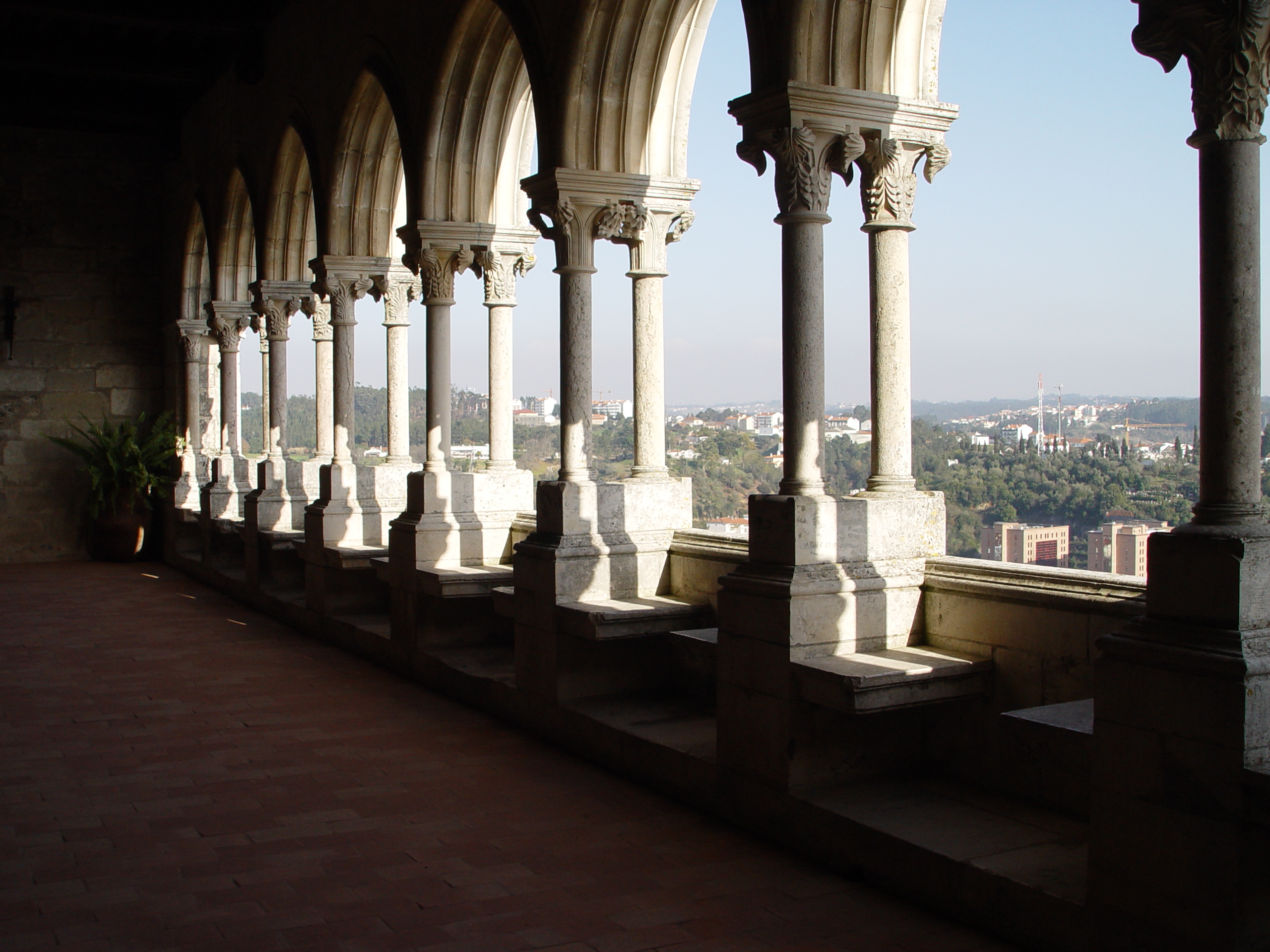
Castelo de Leiria, Portugal: arcaria gótica (restaurada) do Paço de D. João I.

As principais estruturas do castelo podem ser descritas sucintamente:
1. 'Porta da Albacara (recolha de gado, em árabe), em estilo românico, em cotovelo conforme o uso muçulmano. No embasamento das torres que a defendem, encontram-se algumas lápides com inscrições romanas, oriundas da antiga "civitas" de Colipo, que existiu a perto da Barreira - na verdade grande parte do castelo foi construído com as pedras da civita, não restando nada desta ao não ser as pedras para aqui transladadas.
2. Casa da Guarda, conjunto erguido à época dos trabalhos de restauro iniciados em 1915, conforme projecto de original de Korrodi. No seu alpendre figuram algumas colunas e mísulas tardo-góticas oriundas do claustro do antigo Convento de Santa Ana de Leiria (1494-c. 1917-1920), das monjas da Ordem de São Domingos.
3. Torre dos Sinos, porta de acesso ao primitivo recinto fortificado, de forma pentagonal e com arcadas românicas e aduelas contendo sinais cruciformes orbiculares ou templários. No século XIII foi adaptada como torre sineira da vizinha Igreja de Santa Maria da Pena, quando foram rasgadas novas janelas em estilo gótico. Foi também denominada, à época medieval, como Torre da Buçaqueira, o que pode indicar que nela se abrigariam os falcões usados pela realeza em suas caçadas.
4. Igreja de Nossa Senhora da Pena ou Igreja de Santa Maria da Pena foi o primeiro templo de Leiria, estando documentada logo na década de 40 do século XII. Esta capela casteleira foi totalmente refeita nos reinados de D. João I e D. Manuel I, nada restando da traça inicial[5]. A igreja tem uma única nave rectangular, com uma nave e capela-mor em estilo gótico, acedida lateralmente por um portal ogival de cinco arquivoltas apoiadas em colunas lisas. A ábside poligonal revela cobertura de abóbadas nervuradas de 7 panos. Os panos laterais da capela-mor são rasgados por frestas ogivais de dois lumes, encimadas por quadrifólios. Foi utilizada como capela palaciana pela Dinastia de Avis.No coro podemos mesmo ver uma pedra romana de Collipo, dedicada ao imperador Antonino Augusto Pio, e saindo pela sacristia manuelina temos acesso às ruínas.
5. Ruínas da Colegiada dos cónegos e clérigos crúzios de Leiria. Local de interesse arqueológico, aqui existiam sala de audiências, celas e dormitórios, refeitório, cozinha, pátio, cumuas e cisterna que atendiam aos religiosos e serviam a Igreja da Pena.
6. Paços Novos, Paços do Castelo, ou Paços Reais, com planta quadrangular, nas dimensões de 33 m x 21 m. É constituído por torres laterais de 4 pisos e um corpo central de 3. No pavimento inferior, encontra-se um amplo salão com três robustos arcos góticos (Salão dos Arcos), enquanto no segundo piso dois salões menores serviam ao dia-a-dia do palácio (cozinha, adega, dormitório). No terceiro pavimento, os quartos régios situam-se nos extremos, divididos pelo Salão Nobre (Salão das Audiências) que abria para uma galeria ou loggia de arcaria gótica mediterrânica de onde se pode usufruir de uma bela paisagem sobre a cidade. Dois corpos que o flanqueiam constituem um quarto piso, que tinha o seu interior repartido por, à época, luxuosas instalações sanitárias.

|                                           |  |                                                  |
| Portal da igreja de Nossa Senhora da Pena |  | Janela gótica da Igreja de Nossa Senhora da Pena |

1. Pátio Interior, de interesse histórico e arquitectónico é testemunho das políticas de restauro do monumento no século XX, com destaque para as opções pela falsa ruína e pelo trabalho intencionalmente inacabado.
2. Celeiros Medievais, conjunto de três celeiros datáveis do século XIII, abobadados em alvenaria, que deveriam ser primitavamente rematados por construção em madeira e taipa, hoje desaparecida.
3. Porta da Traição e Falsas Ruínas, rasgada num pano da muralha a oeste quase que integralmente restaurado na década de 1930, assinala o sítio da porta original, onde se crê terem entrado os Muçulmanos numa das tomadas ao castelo. Observam-se também falsas ruínas características das opções de restauro do monumento entre a década de 1930 e a de 1950.
4. Torre de Menagem, de planta prismática, elevando-se a 17 metros de altura (alguns adicionados durante a sua reconstrução), divide-se internamente em três pavimentos encimados por terraço e coroada por merlões quadrangulares. Mandada executar sobre os alicerces de uma torre anterior por D. Dinis, uma lápide epigráfica gótica, com os brasões reais inscritos, assinala tal facto no lado esquerdo junto à porta. Foi utilizada como prisão régia desde meados do século XIV, estando activa, ainda, na segunda metade do século XVIII. No recinto, persistem vestígios arruinados de obras do século XV. Actualmente está patente um núcleo museológico no seu interior.
5. Torre Sineira da Sé, em estilo barroco, ergue-se sobre uma das antigas torres medievais da Porta do Sol. Por volta de 1546, procedeu-se ao seu alargamento e reforma, e aproveitou-se a porta do castelo para instalar a casa do sineiro. Posteriormente, durante o episcopado de D. Miguel de Bulhões (1761-1779) adquiriu a forma actual apresentando no coruchéu o brasão deste bispo. Comporta seis sinos fabricados, em 1800, pelo mestre-fundidor João Craveiro de Faria. É quadrangular e no topo é constituída por uma pirâmide, tendo no topo um anjo como cata-vento. Em tempos funcionou como prisão e ao lado era a polícia.
6. Portas do Norte, ou dos Castelinhos, marcam o início das muralhas românicas de Leiria que envolviam um perímetro de cerca de 5 hectares para Norte e Este. Anteriores a 1152, davam acesso à desaparecida igreja paroquial de Santiago e à Ponte Coimbrã. São compostas por duas quadrigas de vigia e uma barbacã em cujo pórtico se inscreve um dos brasões mais antigos do concelho de Leiria (século XIV), no qual se observa, em torno de um castelo, dois pinheiros encimados por corvos, simbolizando a lenda da fundação de Leiria por D. Afonso Henriques.
7. Antigo Paço Episcopal, hoje ocupado pela PSP, constitui um significativo exemplar da arquitectura solarenga portuguesa do século XVII, destacando-se o portal e a janela nobre sobreposta. Ergue-se no sítio dos antigos Paços Régios de São Simão onde residiram, entre outros, D. Afonso III, D. Dinis, a Rainha Santa Isabel e D. Fernando. Foi neste local onde ocorreram as Cortes de 1254.
8. Igreja de São Pedro, em estilo românico coimbrão (cabeceira) e meridional (pórtico), foi edificada em calcário e alvenaria, apresentando figurações escultóricas românicas ao nível dos cachorros e dos frisos decorativos das arquivoltas. Serviu como catedral da cidade desde meados do século XVI e até a conclusão da atual Sé de Leiria, em 1574. Foi igreja paroquial e passou por algumas reformas nos séculos XVII e XVII. No século XIX chegou a ser usado como teatro, celeiro e até prisão.

## As lendas do castelo
Existem três lendas, no imaginário local, envolvendo o castelo:
Esta lenda passa-se no tempo do rei Dom Afonso Henriques. O rei costumava andar sempre em muitas batalhas e tinha como ponto estratégico o Castelo de Leiria. Que era muito cobiçado por todos os invasores porque tinha uma localização muito boa. Numa altura em que o rei foi com os seus soldados e encontrou os Castelhanos onde iria haver uma batalha. O rei tinha poucos homens e com os poucos que tinha cercou a zona que ele queria defender. Acontece que quando os guerreiros começaram a ver chegar os Castelhanos estavam muito desanimados porque o número era um número completamente desproporcionado. Os outros eram em número muito elevado, eles muito poucos e já sem coragem para lutar, eis que surge um corvo. Esse corvo  pousa por cima onde estavam os soldados do rei Afonso Henriques, começa a bater as asas e a fazer aqueles ruídos como se estivesse a cantar. Os soldados pensaram ser um agoiro, mas um agoiro bom, para lhes dar coragem, para conseguirem vencer a batalha. E conseguiram, eles defenderam o castelo, lutaram, ganharam a batalha e saíram vitoriosos. Por essa razão na bandeira da cidade de Leiria, nos símbolos estão contidos dois corvos pretos, esses dois corvos foram feitos em prol dessa vitória da cidade de Leiria, que nessa altura não era cidade, mas quando subiu a cidade esses corvos apareceram na bandeira.
Uma outra lenda refere que sob o castelo existe um vulcão adormecido, responsável pelo aquecimento da água da fonte quente.
Era uma vez.., em tempos já muito antigos, vivia em Leiria um senhor muito rico e muito poderoso, e muito avarento, que não sabia como guardar as suas riquezas, os seus tesouros. 
E passava ele dias e dias, noites e noites, a cogitar a maneira de os ladrões lhe não roubarem os seus tesouros. Como fazer? Como não fazer? 
Até que um dia se lembrou de abrir três longos túneis e ao fim de um deles colocar o muito ouro e a muita prata e as muitas pedras preciosas que tinha e que constituíam um imenso tesouro, como até então nunca se vira. E assim fez. 
Mandou abrir três subterrâneos, ali, no sopé do monte onde hoje está construído o castelo, e deixou as suas riquezas ao fim de um deles. Seguidamente mandou-os tapar com três portas de alvenaria e fez constar que em uma delas estava o seu tesouro, mas em outro estava a fome e no terceiro a peste. 
Assim criou um ambiente de medo, de verdadeiro terror, que evitou que os ladrões lhe fossem roubar as suas imensas riquezas. E o homem rico e poderoso passou a dormir descansado. 
As três portas ainda hoje se vêem no muro ao pé da Sé de Leiria e passaram a ser conhecidas por As três portas da Sé.
Diz-se que uma delas pode também ser uma passagem secreta subterrânea que permite a comunicação do castelo com uma igreja, do lado oposto da cidade.